# Midnight Flowers
Midnight Flowers – debiutancki album zespołu Golden Life wydany w grudniu 1991 roku, nakładem wytwórni Zic Zac.

## Lista utworów
1. "We All Need Love" - 3:22
2. "Tubes" - 3:23
3. "Living Inna Highway" - 3:28
4. "Call Me Joy" - 2:43
5. "Escape" - 2:43
6. "Midnight Flowers" - 3:56
7. "Isolation Time" - 2:47
8. "Humpty Dumpty" - 3:40
9. "Shake the Guns" - 3:14
10. "Follow Me to the Riverland" - 3:18
11. "Thieves" - 2:44
12. "Venus" - 2:51
13. "Happy Day" - 3:25
14. "Like a Moth" - 2:28